# Чартерис, Лесли
Лесли Чартерис (англ. Leslie Charteris; 12 мая 1907, Сингапур — 15 апреля 1993, 
Виндзор, Великобритания) — британо-китайский писатель. Наибольшую известность получил серией детективных романов о Саймоне Темпларе (по кличке Святой).

## Биография
Был женат 4 раза. Четвёртая жена — актриса Одри Лонг.

## Произведения
- X Esquire (1927)
- The White Rider	(1928)
- Meet the Tiger	(1928)
- The Bandit	(1929)
- Daredevil (1929)
- Enter the Saint	(1930)
- Knight Templar (1930)
- The Last Hero (1930)
- Featuring the Saint	(1931)
- Alias the Saint (1931)
- She Was a Lady (1931)
- The Holy Terror	(1932)
- Getaway	(1932)
- Once More the Saint	(1933)
- The Brighter Buccaneer	(1933)
- The Misfortunes of Mr. Teal	(1934)
- The Saint Goes On (1934)
- The Saint in New York (1935)
- Saint Overboard	(1936)
- The Ace of Knaves (1937)
- Prelude for War	(1938)
- Follow the Saint (1938)
- The Happy Highwayman (1939)
- The Saint in Miami (1940)
- The Saint Goes West (1942)
- The Saint Steps In (1942)
- The Saint on Guard (1944)
- Lady on a Train	(1945)
- The Saint Sees it Through (1946)
- Call for the Saint (1948)
- Saint Errant (1948)
- The Saint in Europe	(1953)
- The Saint on the Spanish Main (1955)
- The Saint Around the World	(1956)
- Thanks to the Saint	(1957)
- Señor Saint	(1958)
- The Saint to the Rescue	(1959)
- Trust the Saint	(1962)
- The Saint in the Sun (1963)
- Vendetta for the Saint (1964)
- The Saint in Pursuit (1970)
- The Saint and the People Importers (1970)

## Экранизации
Фильмы о Святом
- Святой в Нью-Йорке (1938) — в роли Темплара Луис Хейуорд
- Святой в Лондоне (1939) — в роли Темплара Джордж Сандерс
- Святой наносит ответный удар (1939) — в роли Темплара Джордж Сандерс
- Святой берётся за дело (1939) — в роли Темплара Джордж Сандерс
- Святой в Палм-Спрингс (1941) — в роли Темплара Джордж Сандерс
- Отпуск Святого (1941) — в роли Темплара Хью Синклер
- Святой встречается с Тигром (1941) — в роли Темплара Хью Синклер
- Возвращение Святого (1953) — в роли Темплара Луис Хейуорд
- «Святой» (телесериал, 1962—1969, 118 эпизодов) — в роли Темплара Роджер Мур
- Святой выходит на след (1966) — в роли Темплара Жан Маре
- Святой (1997) — в роли Темплара Вэл Килмер

Прочие
- Леди в поезде[англ.], 1945